# 牛可麟
牛可麟（1536年—？），字瑞卿，河南開封府祥符縣人，民籍，明朝政治人物。

## 生平
嘉靖四十年（1561年）辛酉科河南鄉試第五十四名舉人。隆慶二年（1568年）中式戊辰科會試第一百五名，三甲第三百零七名進士。历官户部广西司主事，萬曆六年（1578年）官至长沙府知府。万历十一年（1583年）任云南临安知府。《临安府志》载：“秉性朴直，政尚宽和。讼断一成，确不可易” 。曾书“学古循良”四字悬于堂上，以此自期。

## 家族
曾祖牛淳；祖父牛銘，壽官；父牛綱，知縣。前母張氏；母葛氏。慈侍下。弟牛可豸、牛可豹。妾丁氏、宋氏，可麟卒，俱不食死。